# Anne Marie Vion
Anne Marie Vion (née le 14 août 1922 à Cléry-sur-Somme et morte à Ravensbrück le 3 février 1945) est une résistante française liée à la Phalange blanche. Elle aide au passage de la ligne de démarcation, héberge des résistants puis est arrêtée en 1941, condamnée à mort puis aux travaux forcés à perpétuité et déportée.

## Biographie
Anne, Marie, Berthe, Fernande Vion est née à Cléry-sur-Somme le 14 août 1922. Sa mère est Fernande Rabier (1886-1938) et son père Léonce Vion (1875-1937), maire de la commune et ancien combattant de la Première Guerre mondiale. Elle a cinq sœurs et deux frères.
Durant la Seconde Guerre mondiale, Anne Marie Vion commence par participer à l'évasion de prisonniers de guerre du camp de Péronne,  d'aviateurs alliés ou de résistants, en leur faisant traverser de nuit la Somme, alors ligne de démarcation, dans une petite barque et sert d'intermédiaire pour la transmission du courrier entre ces derniers et leur famille. 
À partir de 1941, elle héberge des résistants membres de la Phalange Blanche, un petit groupement de résistants belges de la région de Tournai, dans la maison où vivent sept membres de la fratrie Vion depuis le décès de leurs parents, rue d'En Bas à Cléry. Les responsables du réseau, Paul Houbar, Robert Lelong et Henri Talboom en font leur cache principale.  
À la suite de plusieurs attentats perpétrés dans la région de Tournai, Paul Houbar est arrêté le 5 octobre 1941 dans la maison des Vion. Anne Marie et Joseph Vion, son frère, également actif dans la résistance, sont rapidement mis en cause. 
Anne Marie Vion est arrêtée par la Gestapo le 22 octobre 1941 ainsi que Madeleine Beulaguet-Martin qui a également hébergé des résistants incriminés. Elles sont transférées à Paris rue des Saussaies, interrogées sous la torture, puis enfermées à la prison de la Santé. Le 11 novembre 1941, elles sont transférées à la prison de Saint-Gilles à Bruxelles. Des lettres envoyées par Anne Marie Vion à sa sœur Yvonne, témoignent de l'attente interminable et de l'incertitude sur son sort. Un témoignage rapporte qu'elle est soumise, à la prison de Saint Gilles, au régime des condamnées à mort, c'est-à-dire au port des menottes jour et nuit,.
Elle est encore transférée à la prison de Wittlich, puis, le 21 août 1943 à Cologne où elle est condamnée à mort le 27 août 1943 pour avoir aidé « favorisé des membres de l'organisation de résistance belge, la Phalange Blanche, et aidé des prisonniers de guerre à expédier des lettres et à s'évader. ». Sa peine est commuée en travaux forcés à perpétuité en raison de son jeune âge,,,,.  Elle est transférée au Zuchthaus de Lübeck et à Cottbus où elle est soumise au travail forcé. Bien que malade de la tuberculose, elle est transférée au camp de Ravensbrück où elle vit ses derniers jours dans des conditions épouvantables,.
Elle meurt à Ravensbrück le 3 février 1945. Elle a 22 ans,

## Hommages
Par décret du 12 juillet 1963,, elle reçoit, à titre posthume, les décorations suivantes :
- Croix de guerre 1939–1945 avec palmes
- Médaille de la Résistance française

Le titre de déportée résistante lui est attribué par décision ministérielle du 23 août 1962 et la mention "Morte en déportation" attribuée par arrêté ministériel du 06 juin 2001. 
Son nom est gravé sur le monument aux morts de Cléry-sur-Somme où une plaque commémorative lui rend également hommage,.  Une stèle est apposée dans le cimetière de Cléry-sur-Somme avec pour épitaphe : « À la mémoire de mademoiselle Anne Marie VION, morte pour la France à Ravensbruck le 03/02/1945, dans sa 23e année ».
À Cléry-sur-Somme, une rue en bord de Somme porte le nom d'Anne-Marie Vion.